# シビレ

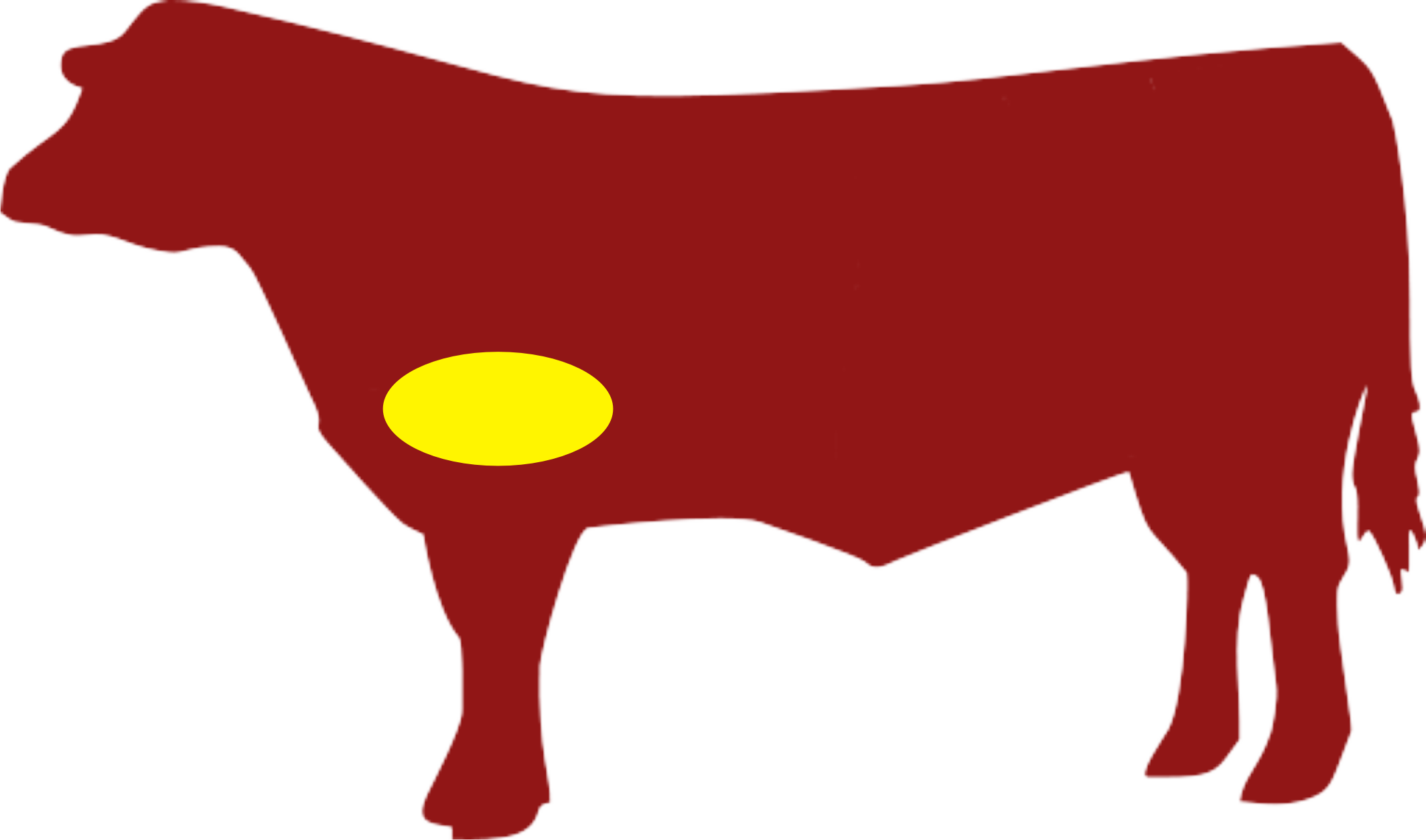
仔牛のシビレの部位

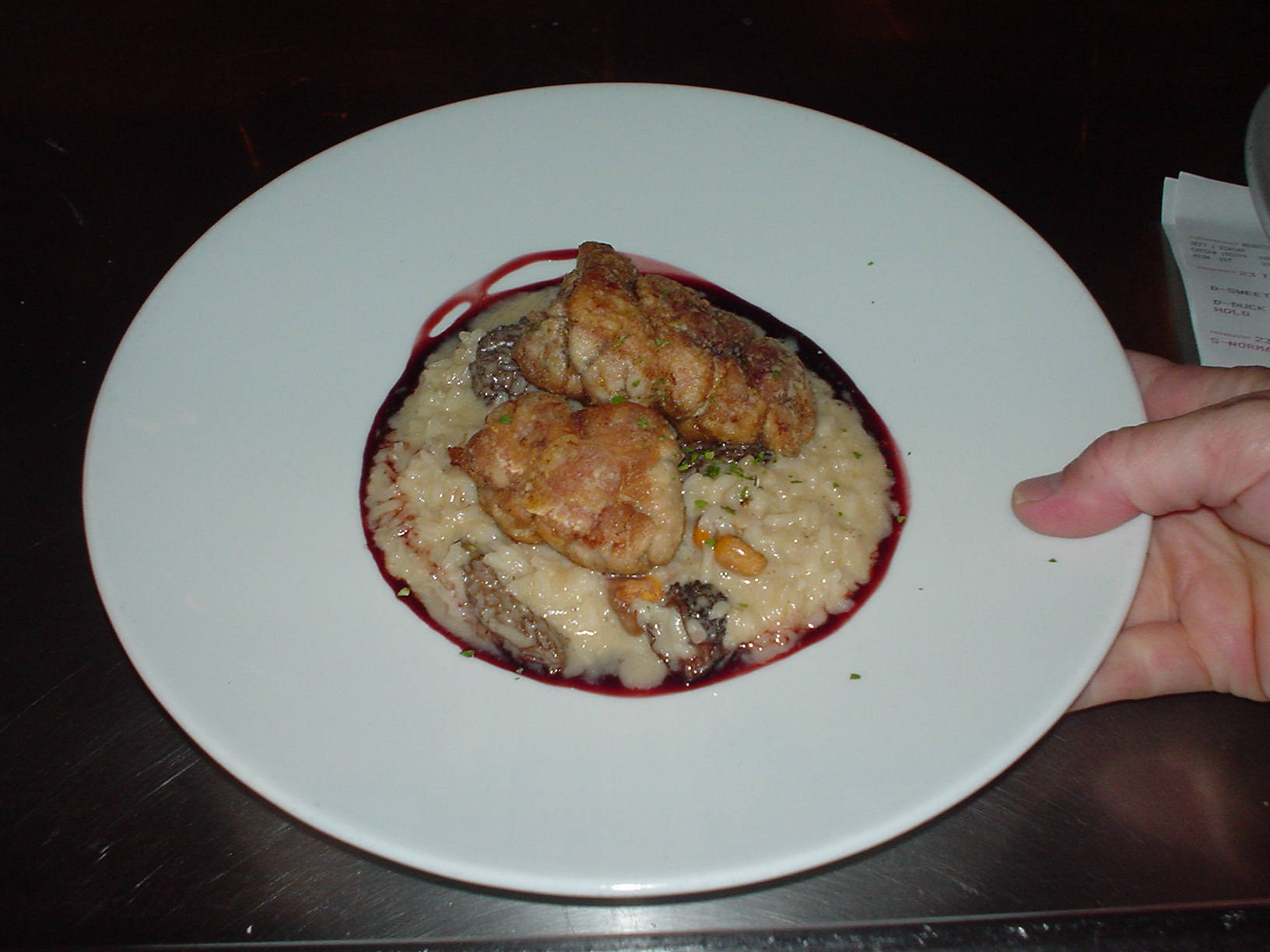
マッシュルームのリゾット、リードヴォーのソテー添え

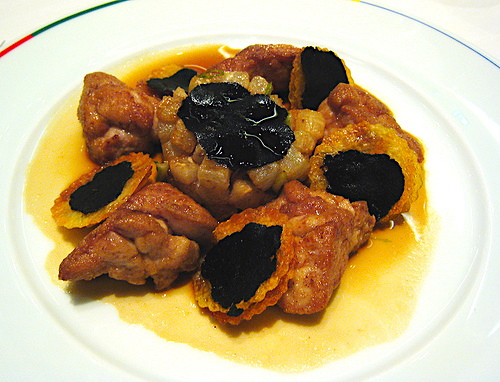
リードヴォーのフライとパースニップ・プチトマト・黒トリュフのはさみ揚げ

シビレ（英: sweetbread）はウシ、ヒツジ、ブタなどの胸腺（きょうせん、英: thymus）や膵臓（すいぞう、英: pancreas）を意味する料理用語である。白い色でフワッとして柔らかく滑らかな食感と繊細な味わいがあり、特にフランス料理（仏: ris de veau、リードヴォー）やイタリア料理（伊: animella、アニメッラ）などで食材として珍重される。

## 語源
日本語の「シビレ」は、英語の"sweetbread"が転訛した言葉である。英語の"sweetbread"の語源は古英語に遡る。"sweet"は「快い風味」を意味する古英語の"swete"や"sweete"に由来し、"bread"は「肉」を意味する古英語の"brad"に由来する。広島市では"Sweetbread"が訛って「スイビリン」と呼ばれる。

## 胸腺
哺乳類の胸腺はリンパ球を成熟させて免疫機能を高める臓器で、成長期に発達し、成熟するにつれて次第に衰退して脂肪に換わる。胸腺のシビレは通常は生後1年以内の未成熟の個体から採取される。成熟したウシやヒツジは胸腺が衰退しているため、個体差はあるものの通常は成熟したものからは胸腺はほとんどとれない。
胸腺は胸部の首の近くにあり、管とメンブレン（膜）で互いに繋がった心臓側胸腺(heart sweetbread)と喉側胸腺(throat sweetbread)の2つの部位があり、塊状の心臓側胸腺が円筒状の喉側胸腺に囲まれた構造をしている。心臓側胸腺と喉側胸腺はどちらも食べられるが、味や食感がより繊細な心臓側胸腺の方が一般に珍重され、値段も高い。
仔牛、子羊の胸腺はフランス料理ではそれぞれリードヴォー(ris de veau)、リーダニョー(ris d'agneau)と呼ばれ珍重される。

## 膵臓
膵臓は膵液と呼ばれる消化液を分泌する球状の臓器で胃の近くにあり、通常は胸腺よりも大きい。膵臓のシビレはドモともいい、英語では"stomach sweetbread"（胃シビレ）という。味は胸腺のシビレに比べてこってりしている。
定義上膵臓をシビレに含めるべきかどうかについては議論もあるが、フランス料理百科事典のラルース・ガストロノミックなど多くの文献が「シビレは胸腺と膵臓である」としている。

## 使い方
西洋料理では、シビレは通常まず冷塩水または冷水にさらし、ミルクまたは水でさっとポーチし、水気を切って冷ましてから表面の脂肪層やメンブレン、スジ（筋）を取り除き、パン粉をまぶしてカリッと揚げるのが一般的な調理法である。シビレはバーベキューや網焼きなどグリルにも合うほか、詰め物やパテなどの材料としても人気がある。
日本では、ウシやブタのシビレがもつ煮やホルモン焼きなどのもつ料理の材料として用いられる。

### カツレツ
シビレのカツレツは代表的なシビレ料理である。
イギリスのヴィクトリア女王の料理長だったチャールズ・フランカテッリが書いた料理人の手引書にはシビレのカツレツの作り方が次のように説明されている。
1. シビレを冷水に数時間さらして色が白～淡いピンク色になるまで血抜きをする。
2. さっと湯通しする。
3. 水気を切り、冷めたらメンブレンやスジを取り除き薄切りにする。
4. 塩・胡椒をして、卵黄を塗ってパン粉をまぶす。
5. 溶かしバターに軽く浸してもう一度パン粉をまぶし、たたいて形を整える。
6. バターを溶かしたソテーパンに入れて両面を炒める。
7. 照りよく仕上げて皿に盛り、中央に適当な野菜を添えて彩り、アルマンドソース、ベシャメルソース、グレイビーなどを適量周りに流す。